# Kanton Vervins
Kanton Vervins (fr. Canton de Vervins) je francouzský kanton v departementu Aisne v regionu Hauts-de-France. Tvoří ho 66 obcí. Před reformou kantonů 2014 ho tvořilo 24 obcí.

## Obce kantonu
od roku 2015:
| - Archon - Les Autels - Autreppes - Bancigny - Berlise - La Bouteille - Braye-en-Thiérache - Brunehamel - Buironfosse - Burelles - La Capelle - Chaourse - Chéry-les-Rozoy - Clairfontaine - Clermont-les-Fermes - Cuiry-les-Iviers - Dagny-Lambercy - Dizy-le-Gros - Dohis - Dolignon - Englancourt - Erloy | - Étréaupont - La Flamengrie - Fontaine-les-Vervins - Fontenelle - Froidestrées - Gercy - Gergny - Grandrieux - Gronard - Harcigny - Hary - Haution - Houry - Laigny - Landouzy-la-Cour - Lerzy - Lislet - Luzoir - Montcornet - Montloué - Morgny-en-Thiérache - Nampcelles-la-Cour | - Noircourt - Papleux - Parfondeval - Plomion - Prisces - Raillimont - Renneval - Résigny - Rocquigny - Rouvroy-sur-Serre - Rozoy-sur-Serre - Saint-Algis - Sainte-Genevieve - Soize - Sommeron - Sorbais - Thenailles - Le Thuel - Vervins - Vigneux-Hocquet - La Ville-aux-Bois-les-Dizy - Vincy-Reuil-et-Magny |

před rokem 2015:
| - Autreppes - Bancigny - La Bouteille - Braye-en-Thiérache - Burelles - Fontaine-lès-Vervins - Gercy - Gronard - Harcigny - Hary - Haution - Houry | - Laigny - Landouzy-la-Cour - Lugny - Nampcelles-la-Cour - Plomion - Prisces - Rogny - Saint-Algis - Thenailles - La Vallée-au-Blé - Vervins - Voulpaix |